# Herman Bril
Herman Bril (Rotterdam, 25 september 1896 – Rotterdam, 27 juni 1962 ) was een Nederlands violist.
Herman Bril was zoon van Leentje Slier en politieagent Willem Bril. Zijn broer was cellist Samuel Brill; Samuel voegde definitief een tweede L toe. Het werd een doorlopende grap tussen de broers; Herman schreef zijn naam eens als Herman Brilll. Herman Bril was getrouwd met Eugenie Helms.
Violist Bril kreeg een uitgebreide opleiding van hoboïst/violist J. Hoefgen uit een militaire kapel en violisten Louis Zimmermann en Carl Flesch. Hij was vanaf het moeilijke begin van het Rotterdams Philharmonisch Orkest werkzaam; musici moesten toen nog bijverdienen in de amusementswereld. Vlak voor de Eerste Wereldoorlog was hij ook werkzaam in Groningen. Bij zijn mobilisatie had zijn vader namens hem gesolliciteerd bij het operaorkest in Rotterdam. In 1924 sloot hij (weer) zich aan bij het Rotterdams Philharmonisch Orkest; in 1939 volgde promotie tot tweede concertmeester. Hij zou dat tot aan zijn pensioen blijven; het laatste jaar vanwege gezondheidsklachten op de achtergrond.
De periode bij het R.Ph.O. werd onderbroken door de Tweede Wereldoorlog, waarbij Joodse musici op last van Duitse bezetter geen deel meer mochten uitmaken van het culturele en muziekleven. Het Joodsche Weekblad van 12 september 1941 sprak dan ook van "Herman Bril, voormalig concertmeester van het R.Ph.O." bij een aankondiging van een concert door het Joodsch Orkest te ’s Gravenhage onder leiding van Calman Hakker. Wat er verder met Herman Bril gebeurde tijdens die oorlog is onbekend. Wel moest hij in 1945 na de bevrijding getuigen bij de zuivering van Eduard Flipse, waarbij Bril constateerde dat Flipse zich weinig had ingespannen voor de Joodse musici, wel in ogenschouw genomen dat “hij toch niets aan de ontstane situatie iets kon doen". Flipse zou uiteindelijk na twee jaar onderzoek vrijgesproken worden.
Herman Bril overleed na een lang ziekbed op 65-jarige leeftijd aan een hartinfarct, vlak nadat hij met officieel pensioen ging. Hij werd begraven op Algemene Begraafplaats Hofwijk, waarbij orkestleden van het R.Ph.O. en het Residentie Orkest aanwezig waren, net als dirigent Eduard Flipse.